# Elettrotreno SEPSA ET.100
L'elettrotreno ET.100 era un convoglio binato, a trazione elettrica a 3000 V a corrente continua, composto da due elettromotrici accoppiate permanentemente, di costruzione Aerfer in servizio sulle Ferrovia Cumana e Circumflegrea fino al 2023.

## Storia
All'inizio degli anni sessanta la Società per l'Esercizio di Pubblici Servizi Anonima decise di rinnovare il proprio parco rotabili obsoleto ordinando alle Industrie Meccaniche Meridionali Aeronautiche e Ferrotranviarie, Aerfer, del gruppo Finmeccanica la costruzione di 11 convogli a 2 elementi composti da elettromotrici permanentemente accoppiate. I convogli iniziarono ad entrare in servizio nel 1961 e presero la numerazione da ET.101 a ET.111. Il convoglio ET.104 è stato distrutto da un incendio nel 1987 e il 111 ne ha ripreso la numerazione nell'anno successivo.
Nel 2021 erano rimasti attivi soltanto i complessi ET.105 ed ET.109 che avevano adottato la livrea grigio-blu al posto della precedente. L'elettrotreno ET.109, l'ultimo rimasto in servizio attivo, ha effettuato la sua ultima corsa, prima dell'accantonamento, il 19 maggio 2023.

## Caratteristiche
Gli elettrotreni erano dotati di quattro motori T 506 OCREN-Sécheron della potenza di 224 kW ciascuno. L'avviamento era automatico di tipo reostatico a 24 posizioni. L'impianto di frenatura era di tipo Westinghouse elettropneumatico coordinato con quello elettrodinamico. La velocità massima era quella di 95 km/h. La capienza complessiva era di 414 posti: 162 a sedere e 262 in piedi.